# International Scout and Guide Fellowship
L'International Scout and Guide Fellowship (ISGF) / Amitié Internationale Scoute et Guide (AISG), traducibile con "Amicizia Internazionale Scout e Guide" (AISG), è un'organizzazione mondiale rivolta ai membri adulti dei movimenti dello scautismo e del Guidismo.
È aperta a ex-membri dell'Organizzazione Mondiale del Movimento Scout (OMMS/WOSM) e dell'Associazione Mondiale Guide ed Esploratrici (AMGE/WAGGGS) e ad adulti che non hanno avuto l'opportunità di essere scout, guide o capi attivi, ma che credono negli ideali scout. È appoggiata da OMMS ed AMGE, e attualmente ha associazioni locali in 59 paesi. Vi sono inoltre singoli soci in altri 30 paesi, che non avendo un'associazione nazionale cui iscriversi aderiscono alla branche centrale (o central branch).
Le lingue ufficiali dell'organizzazione sono l'inglese ed il francese.
In Italia attualmente solo il MASCI è membro dell'ISGF. In passato ne faceva parte anche il CNGEI, per la sola branca 'Seniores'.
In Svizzera, il Movimento Scout Svizzero aderisce all'ISGF.

## Storia
L'ISGF è stata fondata nel 1953 da diciotto paesi con il nome di "International Fellowship of Former Scouts and Guides" (IFOFSAG) / "Amitié Internationale des Scouts et Guides Adultes" (AISGA). Il Clan Nazionale Seniores Scout Italiani del CNGEI fu uno dei due membri fondatori italiani insieme all'ASCI con i suoi Cavalieri di San Giorgio, che l'anno successivo crearono il MASCI, divenendo associazione autonoma. È stato il primo organismo mondiale a raccogliere insieme scout e guide.
Nel 2003 i suoi 100.000 membri hanno celebrato il 50º anniversario dell'ISGF portando avanti progetti a beneficio delle comunità in cui vivevano o lavoravano.